# Sauvagesieae
Sauvagesieae biljni tribus iz porodice Ochnaceae, dio je potporodice Ochnoideae. Uključuje 16 rodova, od kojih je tipični i najveći  Sauvagesia. Tribus je opisan u Mémoires de la Société de Physique et d'Histoire Naturelle de Genève 2(1): 28. 1823.
Sauvagesieae Ging. ex DC. je kao izonim nevalidan naziv, a objavljen je u Prodromus Systematis Naturalis Regni Vegetabilis 1: 315. 1824.

## Rodovi
1. Blastemanthus Planch. (2 spp.)
2. Fleurydora A. Chev. (1 sp.)
3. Rhytidanthera (Planch.) Tiegh. (2 spp.)
4. Cespedesia Goudot (1 sp.)
5. Godoya Ruiz & Pav. (2 spp.)
6. Krukoviella A. C. Sm. (1 sp.)
7. Wallacea Spruce ex Benth. & Hook.f. (3 spp.)
8. Poecilandra Tul. (2 spp.)
9. Schuurmansia Blume (3 spp.)
10. Schuurmansiella Hallier f. (1 sp.)
11. Neckia Korth. (1 sp.)
12. Indosinia J. E. Vidal (1 sp.)
13. Indovethia Boerl. (1 sp.)
14. Euthemis Jack (2 spp.)
15. Tyleria Gleason (14 spp.)
16. Sauvagesia L. (54 spp.)